# NGC 2942
NGC 2942 ist eine Spiralgalaxie vom Hubble-Typ Sc im Sternbild Kleiner Löwe. Sie ist schätzungsweise 196 Millionen Lichtjahre von der Milchstraße entfernt.
Das Objekt wurde am 6. März 1828 von John Herschel entdeckt.